# Гоноболин, Александр Чарльзович
Алекса́ндр Ча́рльзович Гонобо́лин (укр. Олександр Чарльзович Гоноболін, род. 27 ноября 1953, Ленинградская область) — Народный артист Украины (2018), Заслуженный артист Украинской ССР (1989), скрипач, дирижёр, композитор,член национального союза композиторов Украины, лауреат международных конкурсов композиторов в Германии и США, обладатель почётной премии в США, дипломант международного конкурса им. Ю.Фалика, член французских ассоциаций композиторов «SACEM» и исполнителей «SPEDIDAM». Член ДААСП (Украина). Почетный гражданин г.Херсона
Автор многочисленных произведений для оркестра, ансамбля, скрипки, фортепиано.

## Биография

### Происхождение и семья
Родился 27 ноября 1953 года в деревне Медведево Ленинградской области.
Отец композитора — Чарльз Алексеевич — русский ремесленник из Ленинградской области, переселился в Абхазию в 1950-х годах, где увлёкся архитектурой. В Абхазии он нашёл новую родину и принимал участие в её судьбе, неоднократно восстанавливая набережные, парки, санатории.
Семья Гоноболиных принимала активное участие в художественной жизни г. Сухуми. Частой гостьей у них была Варвара Дмитриевна Бубнова — русская художница, педагог, искусствовед. Возможно, поэтому Ольга, младшая сестра Александра Гоноболина, стала художницей. А будущее Александра определили родители, когда узнали в мелодии, которую насвистывал маленький Саша, канадский гимн (как раз в то время играли в хоккей «наши» с канадцами).
У Александра Гоноболина есть двое сыновей: Старший — экономист в банке, младший Даниил, тоже музыкант.

### Учёба
Обучение игре на скрипке Александр Гоноболин начал с шести лет в Сухумской детской музыкальной школе № 1 у Анны Дмитриевны Бубновой-Оно. После окончания, в 1967 году, Александр продолжил обучение в Киевской средней специальной школе им. Н. В. Лысенко у доцента П. Н. Макаренко.
В 1972 году поступил в Киевскую государственную консерваторию им. П. И. Чайковского (c 2005 года — Национальная музыкальная академия Украины имени П. И. Чайковского).
С 1974 по 1978 год занимался в классе профессора О. М. Пархоменко.

### Артистическая деятельность
С 1977 года начинается артистическая деятельность Александра Гоноболина.
В 1977 году Александр стал лауреатом 1 премии украинского конкурса скрипачей в г. Киеве.
Работал: концертмейстером Государственного симфонического оркестра Абхазии; солистом Сухумской, Херсонской, Николаевской филармоний; дирижёром Николаевского камерного оркестра «Каприччио»; преподавателем Сухумского музыкального училища.
Он выступает на Украине, в России, во Франции, в Болгарии, Венгрии, Германии, Голландии, Испании, Израиле, Грузии, Абхазии, исполняя музыку известных композиторов, а также свои произведения.

### Композиторская деятельность
Автор более 300 произведений. Среди них — сочинения для симфонических и камерных оркестров, ансамблей, струнно-смычковых инструментов, фортепиано, а также вокальные произведения.
Пьесы для скрипки и фортепиано: Largo, La Danse, Tango, Музыкальной федерацией Франции рекомендованы для экзаменов в музыкальных учреждениях страны.
Написал музыку к спектаклям, поставленных в театрах Риги, Залаэгерсег (Венгрия), Киева, Херсона, Николаева.

### Дирижерская деятельность
Несколько лет  А. Гоноболин возглавлял Камерный оркестр «ARS-NOVA» Николаевской областной филармонии. В репертуаре коллектива лучшие образцы мировой классики, произведения украинских композиторов, а также собственные композиции Гоноболина.

## Основные сочинения

### Сочинения для камерного оркестра
- Адажио и Аллегро (1984)
- Музыкальная шутка на тему C. Фостера «О, Сюзанна!» (соло скрипки) (1988)
- Симфония «Романтическая» для камерного оркестра (1989)
- Каприччио (соло Флейты) 1989
- Верхом на необъезженной секунде (1989)
- Серенада (2006)
- Зимний вальс (2009)
- Кривая полька (соло Флейты) (2009)
- Танго кошек (2010)
- Рождественская шутка (2010)
- Соль-ре-соль (муз. шутка на тему Моцарта) (2010)
- Попурри на аргентинские танго (2011)
- Шуточная фантазия (2011)+ Ансамбль народных инструментов

### Сочинения для камерных ансамблей
- Музыканты смеются (5 миниатюр) (1984) (скрипка и контрабас)
- Концертная импровизация (1984) (скрипка и контрабас)
- Грузинский танец (1984) (скрипичный дуэт)
- Фантазия на темы песен Великой Отечественной войны (1985) (струнный квартет)
- Грузинский танец Скрипковi ансамблi випуск 5. 1988 (версия для ансамбля скрипачей)
- Беззаботная компания (1989) (фортепианное трио)
- Созерцание (1991) (фортепианное трио)
- Одиночество для двоих (1994) (скрипичный дуэт)
- Танго кошек (оригинал для скрипки и фортепиано) (1999; фортепианный дуэт)
- Фантазия на тему «Вечерний звон» (1999) (скрипка, баян, контрабас)
- Муз. иллюстрации к сказке Теремок (2011) (струнный квартет)

### Сочинения для солирующих инструментов с Камерным оркестром
- Озорные синкопы (соло флейты) (1986)
- Нюанс любви (соло флейты и контрабаса) (1988)
- Беззаботная компания (1989) (соло скрипки и виолончели)

### Сочинения для скрипки с оркестром
- Концерт-фантазия (1984)
- Прелюдия, колыбельная и регтайм (1984)
- Танец (1984)
- Посвящение Ф. Крейслеру (1985)
- Пора, Маэстро! (1986) «Музична Украіна» Скрипковi ансамблi випуск 7. (1989)
- Томление (1995)
- Ларго (1998)
- Вальс «Souvenir de l’Aubiniere»(1999)
- Одинокая луна (1999)
- Босса нова (1999)
- Размышление (1999)
- Танго (1999)
- Юмореска (1999)
- Колыбельная сыну (2000)
- Тарантелла (2000)
- Концерт «Зима» из цикла «Времена года» (2003)
- Желание (2004)
- АлГоРитмы (2004)
- Танго огня (2011)
- Созерцание (2011)
- Танго в поцелуе (2011)
- Лунная рапсодия (фантазия на темы старинных танго)[17]

### Сочинения для скрипки и фортепиано
- Прелюдия, колыбельная и регтайм (1984)
- Танец (1984) Издан во Франции LC Editions (1999)[18]
- Посвящение Ф. Крейслеру (1985)
- Томление (1995)
- Ларго (1998) Издано во Франции LC Editions (1999)
- Вальс «Souvenir de l’Aubiniere»(1999) Издан во Франции LC Editions (2001)
- Одинокая луна (1999)
- Босса нова (1999)
- Клоун с броневичком (1999)
- Размышление (1999)
- Танго (1999) Издано во Франции LC Edition (2001)[19]
- Танго кошек (1999)
- Из нового окна (1999)
- Юмореска (1999)
- Колыбельная сыну (2000)
- Тарантелла (2000) Издана во Франции LC Edition (2001)
- АлГоРитмы (2004)[20]
- Танго огня (2011)
- Созерцание (2011)
- Танго в поцелуе (2011)

### Сочинения для скрипки соло
- Осень в Нормандии (1996)
- Эскиз к портрету Художника (1998)

### Сочинения для юных скрипачей
- 12 маленьких дуэтов (2001)
- 6 маленьких дуэтов (2001)
- Мелодия (2009)
- Пустячок (2009)
- Хорошее настроение (2009)
- Прилежный ученик (2010) (2 скрипки — ученик и педагог)
- Танго злой собаки (2011)

### Сочинения для фортепиано
- Фуга
- 2 мимолетности
- Блюз
- Танго кошек (для 4-х рук)

## Переложения, аранжировки, оркестровки: (партитуры и голоса)

### Для камерного оркестра
- Т. Альбинони — Адажио
- П. И. Чайковский — Детский альбом
- Д. Д. Шостакович — Вальс из балета «Светлый ручей»

### Для скрипки с камерным оркестром
- Т. Витали — Чакона
- Ж. Б. Люлли — Гавот
- Ж. Массне — Размышление
- К. Глюк — Мелодия
- М. Парадиз — Сицилиана
- Й. Брамс — Венгерский танец
- Ф. Крейслер — Марш игрушечных солдатиков
- Ф. Крейслер — Рондино на тему Бетховена
- Ф. Крейслер — Маленький венский марш
- Ф. Крейслер — Радость любви Ф.Крейслер — Муки любви
- Ф. Крейслер — Прекрасный розмарин
- Ф. Крейслер — Синкопы
- Ф. Крейслер — Цыганка
- Л. Годовский — Старая Вена
- Ф. Легар— Серенада «Фраскита»
- В. Монти — Чардаш
- И. Альбенис — Танго
- М. де Фалья — Испанский танец
- П. Сарасате — «Цыганские напевы»
- А. Пьяццолла — Забвение
- Е. Петербургский— Утомленное солнце
- К. Гардель — Танго из кинофильма ‘Запах женщины’[21]
- И. Ахрон — Еврейская мелодия
- К. Дебюсси— Вальс «Более, чем медленный»
- К. Дебюсси — Девушка с волосами цвета льна
- Г. Форэ — Колыбельная
- В. Кролл — Банджо и скрипка
- Б. Барток — 6 румынских народных танцев
- Дж. Гершвин — «Хлопай в такт»

### Для трубы с камерным оркестром
- А. Варламов — Играй труба
- А. Варламов — Качели

### Для голоса с камерным оркестром
- А. Вивальди — Ария из оперы «Баязет»
- А. Вивальди — Ария Странника из оратории «Триумф Юдифи»
- В. Моцарт — Ария Керубино из оперы «Свадьба Фигаро»
- П. И. Чайковский — Песня Томского
- В. Чиара — «Гордая прелесть осанки»
- К. Молчанов — Песня Женьки из оперы «Зори здесь тихие»